# Örebro, Glanshammars och Fellingsbro domsaga
Örebro, Glanshammars och Fellingsbro domsaga var en domsaga i Örebro län. Den bildades 1772 ur Norra Närkes domsaga och uppgick 1810  i Östernärkes domsaga.
Domsagan låg i domkretsen för Svea hovrätt. 

## Härader
- Örebro härad
- Glanshammars härad
- Fellingsbro härad

## Tingslag
- Glanshammars tingslag
- Örebro tingslag
- Fellingsbro tingslag

## Häradshövdingar
- 1772–1781 Samuel Kniberg
- 1781–1787 Per Hiort
- 1787–1805 Axel de Frese
- 1806–1810 Carl Peter Törnebladh